# Presidente de Barbados
El presidente de Barbados es el jefe de Estado de Barbados y el comandante en jefe de la Fuerza de Defensa de Barbados. El cargo entró en vigor cuando el país se convirtió en una república el 30 de noviembre de 2021; antes de ese momento, el jefe de Estado fue la reina de Barbados, Isabel II, representada localmente por el gobernador general.
En la actualidad, Sandra Mason es la primera presidenta de Barbados.

## Historia
El 22 de marzo de 2015, el entonces primer ministro, Freundel Stuart, anunció su intención de hacer transitar al país hacia una forma republicana de gobierno "en un futuro muy próximo". El secretario general del Partido Laboral Democrático, George Peregrino, confirmó esa intención y dijo que se esperaba que coincidiera con el 50 aniversario de la independencia de Barbados en 2016.
En septiembre de 2020, el gobierno laborista de la primera ministra Mia Mottley anunció, en su discurso del Trono, que Barbados se convertiría en una república en noviembre de 2021, sustituyendo a la reina y al gobernador-general por un jefe de Estado ceremonial que fuera ciudadano de Barbados. Fue esta propuesta la que finalmente fue aprobada por ley - el 20 de septiembre de 2021, el Constitution (Amendment) (No. 2) Bill, 2021 llegó al Parlamento de Barbados, y fue posteriormente aprobado el 6 de octubre.
El primer candidato para presidente de Barbados, la gobernadora general en aquel momento, Sandra Mason, fue nominada conjuntamente por la primera ministra Mia Mottley y el jefe de la oposición el 12 de octubre de 2021, y posteriormente elegida el 20 de octubre. Mason tomó posesión del cargo el 30 de noviembre de 2021.

## Lista de Presidentes de Barbados
| Presidente | Presidente | Presidente   | Número | Entidad de origen | Período                              | Notas                                                                                                  |
| ---------- | ---------- | ------------ | ------ | ----------------- | ------------------------------------ | --- |
|            |            | Sandra Mason | 1.º    | Saint Philip      | 30 de noviembre de 2021 - actualidad | Se convirtió en la primera presidenta de Barbados tras el país haberse consolidado como una república. |

## Elección
El presidente es elegido indirectamente por el Parlamento de Barbados.
El primer ministro y el jefe de la oposición nominan conjuntamente a un candidato de consenso noventa días antes de que expire el mandato de su antecesor, y este resulta elegido por consenso, a no ser que algún miembro del parlamento formule oposición. Si se formula oposición, ambas cámaras, el Senado y la Cámara de la Asamblea, se reúnen por separado y votan si aceptar o rechazar al candidato.
Si ningún candidato de consenso resulta nominado sesenta días antes del fin del mandato del presidente, la elección quedará abierta a otros candidatos. Para poder presentarse a esta elección abierta, un candidato tiene que ser nominado por el primer ministro, el jefe de la oposición, o al menos diez miembros de la Cámara de Asamblea. Un voto de dos tercios en cada cámara es requerido para elegir al candidato.

## Papel constitucional

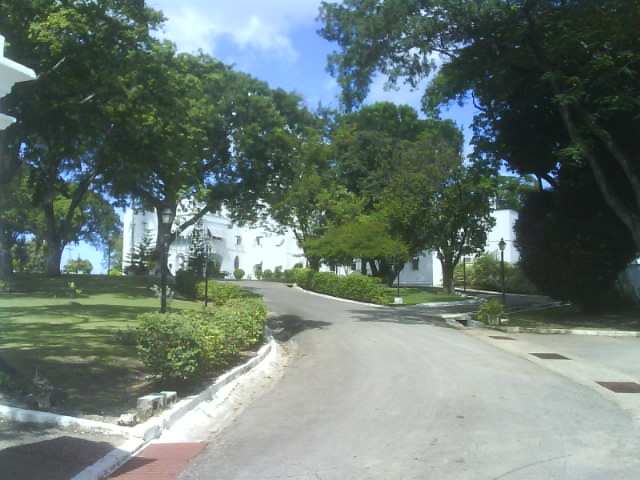
State House, la residencia del presidente de Barbados.

La Constitución de Barbados establece un sistema parlamentario de gobierno de tipo Westminster, inspirado en el del Reino Unido, en el que el papel del jefe de Estado es legal y práctico, pero no político. Al igual que en otras repúblicas parlamentarias en la Mancomunidad de Naciones como la India y Trinidad y Tobago, y a diferencia de Estados parlamentarios europeos continentales, como Alemania e Italia, el presidente de Barbados tiene un importante poder constitucional, que se extiende a los tres poderes del Estado.

### Poderes ejecutivos
El presidente es la fuente nominal del poder ejecutivo. Al igual que el soberano británico (y los jefes de Estado en otros sistemas parlamentarios), el presidente representa pero no gobierna. En la práctica, la autoridad ejecutiva la ejerce el primer ministro y su gabinete, en nombre del presidente. 
El presidente nombra como primer ministro a la persona que más probabilidades tiene de recibir apoyos en la Cámara de Asamblea; normalmente, el dirigente del partido político con una mayoría en la cámara, pero también, cuando ningún partido o coalición tiene mayoría (es decir una situación de gobierno en minoría), o en otros escenarios, entra en juego el juicio del presidente sobre qué candidato es el más apropiado. El presidente, además, tiene que nombrar en el gabinete, bajo la dirección del primer ministro, a por lo menos otros cinco ministros. Todos los ministros son responsables ante la Cámara de la Asamblea y, a través de ella, ante el pueblo.

### Poderes legislativos

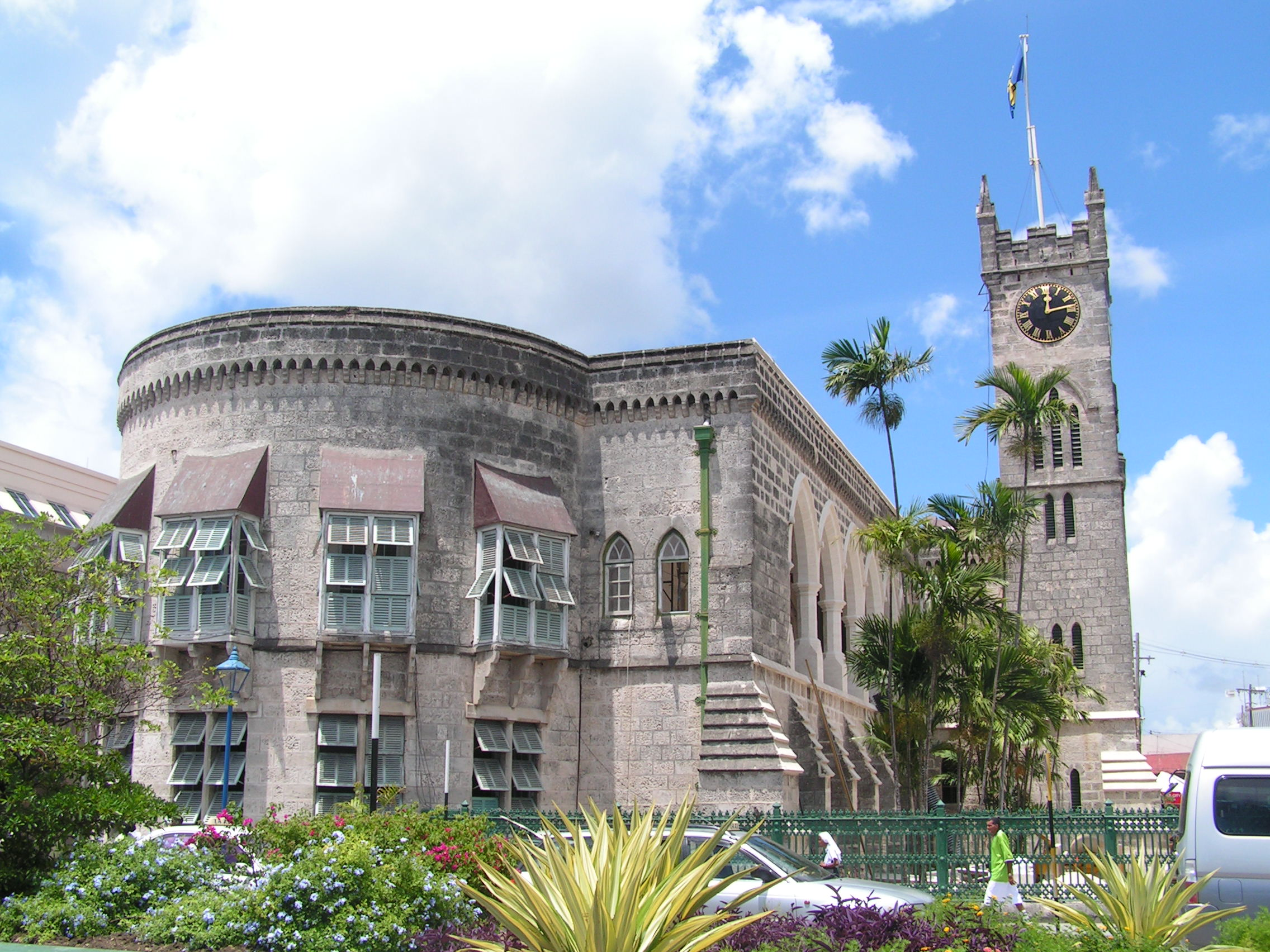
El Parlamento de Barbados, en Bridgetown.

El presidente, junto con el Senado y la Cámara de Asamblea, es uno de los tres componentes del parlamento. No participa, sin embargo, en el proceso legislativo; sólo se limita a sancionar las leyes y a promulgarlas, sin ningún derecho formal de veto. Aun así, existe una forma de veto encubierto: la Constitución no marca ningún plazo para que el presidente sancione y promulgue las leyes, por lo que puede, hipotéticamente, posponer la firma de las mismas de forma indefinida, vetándolas de facto. Además, la Constitución dispone que el presidente tiene la responsabilidad de nombrar a los senadores - doce siguiendo la recomendación del primer ministro, dos por recomendación del jefe de la oposición, y siete libremente por parte del presidente para representar varios intereses religiosos, sociales y económicos del país.
El presidente además convoca, prolonga, y disuelve el parlamento; tras la disolución, convoca las elecciones.

### Poderes judiciales
El presidente tiene el derecho de nombrar a los jueces e indultar a los condenados.